# Hackelia brachytuba
Hackelia brachytuba är en strävbladig växtart som först beskrevs av Friedrich Ludwig Diels, och fick sitt nu gällande namn av Ivan Murray Johnston. Hackelia brachytuba ingår i släktet Hackelia och familjen strävbladiga växter. Inga underarter finns listade i Catalogue of Life.